# Dendrotriton cuchumatanus
Espèce
Synonymes
- Chiropterotriton cuchumatanus Lynch & Wake, 1975

Statut de conservation UICN

 CR B1ab(iii) : 
En danger critique
Dendrotriton cuchumatanus est une espèce d'urodèles de la famille des Plethodontidae.

## Répartition
Cette espèce est endémique du département de Huehuetenango en Guatemala. Elle se rencontre vers San Juan Ixcoy vers 2 860 m d'altitude dans la Sierra de los Cuchumatanes.

## Description
La femelle holotype mesure 54,8 mm de longueur totale dont 29,5 mm de longueur standard et 25,3 mm de queue.

## Étymologie
Son nom d'espèce lui a été donné en référence au lieu de sa découverte, la Sierra de los Cuchumatanes.

## Publication originale
- Lynch & Wake, 1975 : Systematics of the Chiropterotriton bromeliacia group (Amphbia: Caudata), with description of two new species from Guatemala. Contributions in Science. Natural History Museum of Los Angeles County, no 265, p. 1-45 (texte intégral).